# Exhyalanthrax blattae
Exhyalanthrax blattae är en tvåvingeart som beskrevs av Greathead 1995. Exhyalanthrax blattae ingår i släktet Exhyalanthrax och familjen svävflugor.
Artens utbredningsområde är Saudiarabien. Inga underarter finns listade i Catalogue of Life.